# Johann Friedrich Dieffenbach

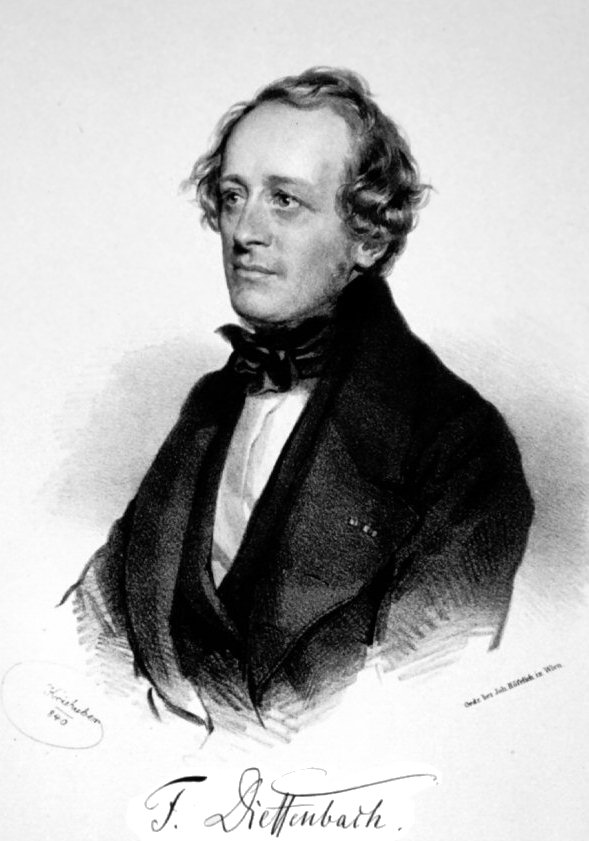
Johann Friedrich Dieffenbach, 1840

Johann Friedrich Dieffenbach (1 tháng 2 năm 1792 - 11 tháng 11 năm 1847) là một bác sĩ phẫu thuật người Đức. Ông sinh ra ở Königsberg và qua đời ở Berlin.
Dieffenbach là chuyên gia cấy ghép da và phẫu thuật thẩm mỹ. Đóng góp của ông về sửa mũi và phẫu thuật hàm mặt đã định hình nhiều kỹ thuật hiện đại của phẫu thuật tái tạo. Nỗ lực của ông bao gồm thao tác dưới da như cắt gân. Trước khi sự khám phá của nhóm máu và kết hợp máu, Tiến sĩ Dieffenbach nghiên cứu truyền máu qua công trình Die Transfusion des Blutes und die Infusion der Arzneien in die Blutgefässe (1828). Năm 1839, Dieffenbach lần đầu tiên thành công thực hiện giải phẫu thần kinh điều trị cho một cậu bé 7 tuổi bị lác trong (mắt lệch vào trong).
J. F. Dieffenbach thời sinh viên ban đầu nghiên cứu thần học ở trường đại học ở Rostock và Greifswald. Từ 1813 để 1815, ông làm lính tình nguyện trong Befreiungskriege (cuộc Chiến của Napoleon) như một Jäger. Từ 1816 đến 1820 ông nghiên cứu y học tại trường Đại học Königsberg, sau đó chuyển đến Bonn dưới tư cách trợ lý của Philip Franz von Walther. Sau chuyến thăm đến Paris và Montpellier, ông nhận được bằng tiến sĩ của trường Đại học Würzburg năm 1822. Sau đó, ông định cư ở Berlin, nơi ông tập trung chú ý vào phẫu thuật thẩm mỹ và tái tạo. Năm 1824, ông kết hôn với Johanna Motherby. Năm 1832, ông trở thành một giáo sư tại trường đại học Berlin, và năm 1840 trở thành giám đốc của Viện Phẫu thuật Lâm sàng ở Bệnh viện Charité. Sau khi ông mất năm 1847, Carlos von Langenbeck (1810-1887) kế nhiệm vị trí này Dieffenbach.
Dieffenbach được mệnh danh là "cha đẻ của phẫu thuật thẩm mỹ".

## Huy Chương Dieffenbach (Dieffenbach-Medaille)
Trao tặng bởi Vereinigung der Deutschen Plastischen Chirurgen (Hiệp hội Bác sĩ phẫu thuật Đức). Huy chương Dieffenbach đã được tạo ra bởi nghệ sĩ Fritz Becker. Nó đã được trao tặng lần đầu tiên vào năm 1989 trong buổi họp mặt thường niêm thứ 20.